# Königreich Wolaytta
Das Königreich Wolaytta (auch Welayta, Walayta) war ein 1250 gegründetes Königreich im Süden des heutigen Äthiopien. Im Jahre 1896 wurde das Königreich aufgelöst und in Äthiopien eingegliedert, bis 1974 hatte das Gebiet noch eine Eigenständigkeit innerhalb Äthiopiens.
Die Titularnation des Königreiches war die Volksgruppe der Wolaytta, die Amtssprache des Königreiches war das gleichnamige Wolaytta.
Das Königreich Wolaytta konnte auf eine lange und wechselreiche Geschichte zurückblicken. Nach der überlieferten Tradition kamen das Königreich Wolaytta bereits Ende des 13. Jahrhunderts mit dem Christentum in Kontakt, eingeführt vom Intermediär von St. Tekle Haymanot.
Das Königreich wurde jedoch durch das größere und expansionsfreudige Kaiserreich Abessinien unter Kaiser Menelik II. erobert und in den frühen 1880er Jahren in die Region südlich des ehemaligen Königreichs Shewa eingegliedert. Der Eroberungsfeldzug wird als eine der blutigsten Kampagnen der gesamten Periode der Expansion Äthiopiens beschrieben. Den Überlieferungen der Wolaytta nach kamen insgesamt 118.000 Soldaten vom Königreich Wolaytta und 90.000 Soldaten von Shewa in den Kämpfen um. Kawo (König) Tona, der letzte König von Wolaytta, wurde besiegt, das Königreich im Jahre 1896 letztendlich erobert und in das äthiopische Kaiserreich eingegliedert.
Dennoch hatte das Wolaytta-Gebiet eine Art Autonomiestatus und wurde bis zum Fall des äthiopischen Kaisers Haile Selassie 1974 von Gouverneuren, die direkt dem ehemaligen Wolaytta-König rechenschaftspflichtig waren, regiert. Nach 1974 restrukturierte das Derg-Militärregime die Verwaltungsgliederung Äthiopiens und ordnete das ehemalige Königreich Wolaytta als Teil der Provinz Sidamo ein.